# Lazko
Lazko, Лазько, je priimek več oseb:
- Grigorij Semjonovič Lazko, sovjetski general
- Igor Lazko, ruski pianist